# Shoreditch Town Hall
 (mai 2025).
Shoreditch Town Hall est un ancien hôtel de ville servant d'espace culturel, évènementiel et communautaire du quartier de Shoreditch, à Londres. Le bâtiment, auparavant siège du Metropolitan Borough de Shoreditch, est un bâtiment classé Grade II.

## Histoire
Au milieu du XIXe siècle, le conseil de sacristie décida d'acquérir une sacristie pour la paroisse Saint-Léonard ; le site choisi était occupé par d'anciens hospices connus sous le nom de « Fuller's Hospital »'.
La première pierre a été posée par le président du Metropolitan Board of Works, John Thwaites, en 1865. Le nouveau bâtiment, la partie est du complexe actuel, a été conçu par César Augustus Long en style italianisant, construit par John Perry de Stratford et achevé en 1866. À l'époque, on la décrivait comme « la plus grande sacristie de Londres ». Le bâtiment a été embelli avec des statues faisant allusion à la devise de l'arrondissement, « Plus de lumière, plus de puissance », qui fait référence à l'objectif du conseil de produire sa propre électricité pour alimenter l'industrie locale.
Le 12 novembre 1888, l'enquête sur la mort de Mary Jane Kelly, la dernière victime des meurtres de Whitechapel, a eu lieu dans le bâtiment.
À la suite de la création du Metropolitan Borough de Shoreditch en 1899, le bâtiment fut agrandi vers l'ouest en ajoutant une tour et trois travées supplémentaires. La première pierre de l'extension a été posée par la maire, Mme Sarah Ellen Kershaw, le 9 septembre 1901'. La conception de William Hunt a créé une structure monumentale achevée en 1902. À l'intérieur, les principales pièces étaient la salle du conseil et le salon du maire au rez-de-chaussée et une grande salle de réunion au premier étage'. Une aile supplémentaire au sud du bâtiment principal a été ajoutée en 1938.
L'édifice a cessé d'être le siège du gouvernement local après la formation du London Borough of Hackney en 1965. Il a ensuite été utilisé comme lieu de boxe et d'autres événements. Dans les années 1990, la salle de réunion servait de boîte de nuit proposant de la musique trance.
Après une période de négligence, il est devenu la propriété du Shoreditch Town Hall Trust nouvellement créé en 1997. Après un vaste programme de restauration, le bâtiment a rouvert ses portes en 2004 pour servir de lieu de rencontre à des fins communautaires, culturelles et commerciales. D'autres travaux d'amélioration des installations en 2012 lui ont permis de se développer comme un lieu d'art et d'événements.